# Hervé Matthys
Hervé Matthys, né le 19 janvier 1996 à Bruges en Belgique, est un footballeur belge, qui joue au poste de défenseur au Motor Lublin.

## Biographie

### En club
Né à Bruges en Belgique, Hervé Matthys est notamment formé par le Cercle Bruges KSV, le Club Bruges KV avant de poursuivre sa formation au RSC Anderlecht. Les Mauves lui offrent son premier contrat professionnel en juin 2014. C'est avec ce club qu'il fait ses débuts en professionnel, jouant son premier match le 3 décembre 2014, lors d'une rencontre de coupe face au KRC Malines remplaçant Frank Acheampong à la 46e minute de jeu. 
En janvier 2016, il est prêté, sans option d'achat, au KVC Westerlo pour le reste de la saison 2015-2016,. Il ne joue qu'un seul match cette saison là. À la fin de celle-ci, il est à nouveau prêté à Westerlo pour une saison supplémentaire, avec option d'achat,.
Il s'engage ensuite avec le FC Eindhoven en juillet 2017, club évoluant alors en Eerste Divisie, le deuxième échelon du football néerlandais.
L'année suivante, il signe à l'Excelsior Rotterdam, alors en Eredivisie.
Libre de tout contrat, il rejoint l'ADO La Haye pour un an le 2 septembre 2021.
Le 10 avril 2022, il rejoint le Beerschot VA pour deux ans. Il fait ses débuts avec le club le 13 août 2022, contre le SK Beveren (victoire, 1-0). Il inscrit son premier but en championnat lors de cette même rencontre,.
Lors du mercato hivernal 2024-2025, il rejoint le Motor Lublin, en Pologne, où il signe un contrat jusqu'à fin juin 2026, avec une option pour une saison supplémentaire.